# 栃富士勝健
栃富士 勝健（とちふじ かつたけ、1946年6月8日 - 2003年4月28日）は、埼玉県大里郡三尻村（現・熊谷市）出身（出生地は東京都渋谷区）で春日野部屋に所属した大相撲力士。本名は小暮 晴男（こぐれ はるお）。最高位は東前頭3枚目（1971年5月場所）。身長186cm、体重141kg。得意手は左四つ、寄り。

## 来歴・人物
渋谷区立上原中学校在学時の1961年に春日野部屋へ入門し、同年5月、14歳で初土俵を踏んだ。
小兵力士が多かった同部屋に於いて、珍しい大型力士として早くから注目されていた。
幕下までは順調に昇進するも、ここで苦労する。特に1967年3月場所では東幕下筆頭で6勝1敗と好成績を挙げながら、場所後の「番付枚数削減」に伴う関取一挙16人削減の影響を受けて翌5月場所では東幕下3枚目に下げられた。しかし腐らず7戦全勝で幕下優勝し、7月場所で新十両昇進を果たした。
さらに、1968年9月場所では新入幕を果たしたが、6勝9敗と負け越して1場所で陥落。2場所後の翌年1月場所で再入幕して11勝4敗の好成績を挙げ、幕内上位に進出した翌3月場所では9日目に柏戸をうっちゃりで破り、初めての横綱戦で金星を挙げた。
だが同年9月場所では再び十両に陥落し、1971年1月場所で再々入幕。5月場所では自己最高位となる東前頭3枚目に進み、初日に横綱・大鵬と対戦した。この一戦で、大鵬の突き押しを凌いで押し返すと大鵬は尻餅を着き、柏鵬の両方から1度だけの対戦で金星を得るという記録を残した。大鵬は同場所5日目に貴ノ花に寄り倒しで敗れた後引退を表明したが、尻から落ちるという負け方を下位力士相手に2度も喫したことで限界を実感したとされ、栃富士戦での敗戦も引退の要因となっている。なお、柏鵬の二人と幕内で対戦して無敗の力士は本項目の栃富士と彼の師匠・栃錦だけである。また、大鵬が幕内で対戦した全力士で1度も勝てずに終わったのは、この二人と福田山幸雄、錦洋の4人だけである（大鵬の平幕時代に2度戦った福田山以外は、いずれも1度のみの対戦）。
貴ノ花や輪島は十両から平幕の頃彼を苦手としており、貴ノ花に対しては4勝3敗、輪島に対しては4勝1敗の成績を残している。だが、彼らが三役に昇進した時期に対戦する機会はなかった。
左を差しての一気の寄りに威力があって時に横綱や人気力士を倒すことがあったので、「スター・キラー」という異名もあった。反面、取り口にムラがあり、鋭い切れ技も持ち合わせていなかったことから体力を持て余した。以後は結局、幕内と十両との往復に終わった。
1974年9月場所後、28歳で引退。
引退後は年寄・山分を襲名し、春日野部屋付きの親方となった。
1990年1月に師匠・春日野（元横綱・栃錦）が亡くなった後は、兄弟子だった元関脇・栃東の玉ノ井親方の独立に同行。以降は玉ノ井部屋で、師匠の右腕として後進の指導に当たった。日本相撲協会では木戸委員、指導普及部委員を務めた。
2000年頃より体の不調を訴えていたが、2003年4月28日、急性心筋梗塞のため死去した。56歳没。
亡くなった当日は、来客にちゃんこを振る舞うために自宅の台所で準備をしており、その際に倒れたという。

## 主な成績・記録
- 通算成績：465勝445敗18休 勝率.511
- 幕内成績：64勝101敗 勝率.388
- 現役在位：80場所
- 幕内在位：11場所
- 金星：2個（柏戸1個、大鵬1個）
- 各段優勝
  - 十両優勝：2回（1968年3月場所、1972年9月場所）
  - 幕下優勝：1回（1967年5月場所）

### 場所別成績
| | 一月場所 初場所（東京） | 三月場所 春場所（大阪） | 五月場所 夏場所（東京） | 七月場所 名古屋場所（愛知） | 九月場所 秋場所（東京）  | 十一月場所 九州場所（福岡） |
| --- | ----------------------- | ----------------------- | ----------------------- | --------------------------- | ------------------------ | --------------------------- |
| 1961年 （昭和36年） | x                       | x                       | （前相撲）              | 西序ノ口24枚目 5–2          | 東序二段56枚目 4–3       | 西序二段9枚目 2–5           |
| 1962年 （昭和37年） | 西序二段34枚目 5–2      | 東序二段2枚目 3–4       | 東序二段10枚目 6–1      | 西三段目50枚目 4–3          | 西三段目38枚目 4–3       | 東三段目27枚目 4–3          |
| 1963年 （昭和38年） | 東三段目19枚目 4–3      | 西三段目8枚目 4–3       | 西幕下93枚目 5–2        | 東幕下64枚目 2–5            | 西幕下83枚目 4–3         | 西幕下73枚目 6–1            |
| 1964年 （昭和39年） | 東幕下42枚目 2–5        | 西幕下55枚目 4–3        | 東幕下50枚目 5–2        | 東幕下35枚目 5–2            | 東幕下26枚目 4–3         | 西幕下21枚目 6–1            |
| 1965年 （昭和40年） | 東幕下7枚目 5–2         | 西幕下2枚目 3–5         | 西幕下5枚目 3–4         | 西幕下9枚目 6–1             | 西幕下筆頭 休場 0–0–7    | 西幕下36枚目 5–2            |
| 1966年 （昭和41年） | 東幕下27枚目 4–3        | 西幕下22枚目 5–2        | 東幕下14枚目 6–1        | 西幕下3枚目 4–3             | 西幕下筆頭 2–5           | 東幕下10枚目 4–3            |
| 1967年 （昭和42年） | 東幕下7枚目 6–1         | 東幕下筆頭 6–1          | 東幕下3枚目 優勝 7–0    | 東十両9枚目 8–7             | 西十両6枚目 8–7          | 東十両5枚目 7–8             |
| 1968年 （昭和43年） | 東十両6枚目 6–9         | 西十両10枚目 優勝 11–4  | 東十両3枚目 8–7         | 西十両2枚目 9–6             | 西前頭11枚目 6–9         | 東十両2枚目 9–6             |
| 1969年 （昭和44年） | 西前頭12枚目 11–4       | 東前頭5枚目 6–9 ★       | 西前頭6枚目 4–11        | 東前頭12枚目 5–10           | 西十両3枚目 6–9          | 西十両6枚目 7–8             |
| 1970年 （昭和45年） | 東十両8枚目 8–7         | 西十両5枚目 5–10        | 西十両10枚目 9–6        | 東十両5枚目 9–6             | 西十両2枚目 9–6          | 東十両2枚目 10–5            |
| 1971年 （昭和46年） | 東前頭11枚目 8–7        | 西前頭7枚目 8–7         | 東前頭3枚目 2–13 ★      | 東前頭11枚目 5–10           | 西十両2枚目 6–9          | 東十両5枚目 5–10            |
| 1972年 （昭和47年） | 西十両11枚目 8–7        | 東十両6枚目 6–9         | 西十両9枚目 10–5        | 東十両3枚目 7–8             | 東十両4枚目 優勝 10–5    | 東前頭13枚目 5–10           |
| 1973年 （昭和48年） | 東十両3枚目 7–8         | 西十両5枚目 8–7         | 東十両3枚目 8–7         | 東十両2枚目 6–9             | 東十両5枚目 10–5         | 西前頭12枚目 4–11           |
| 1974年 （昭和49年） | 西十両5枚目 8–7         | 西十両2枚目 2–5–8       | 西十両11枚目 9–6        | 西十両3枚目 3–12            | 東十両13枚目 引退 1–11–3 | x                           |
| 各欄の数字は、「勝ち-負け-休場」を示す。 優勝 引退 休場 十両 幕下 三賞：敢=敢闘賞、殊=殊勲賞、技=技能賞 その他：★=金星 番付階級：幕内 - 十両 - 幕下 - 三段目 - 序二段 - 序ノ口 幕内序列：横綱 - 大関 - 関脇 - 小結 - 前頭（「#数字」は各位内の序列） |                         |                         |                         |                             |                          |                             |

### 幕内対戦成績
| 力士名 | 勝数 | 負数 | 力士名   | 勝数 | 負数 | 力士名 | 勝数 | 負数 | 力士名 | 勝数 | 負数 |
| ------ | ---- | ---- | -------- | ---- | ---- | ------ | ---- | ---- | ------ | ---- | ---- |
| 青ノ里 | 1    | 1    | 朝嵐     | 0    | 1    | 浅瀬川 | 1    | 1    | 朝登   | 0    | 2    |
| 旭國   | 0    | 1    | 荒瀬     | 0    | 1    | 大鷲   | 0    | 1    | 魁罡   | 3    | 1    |
| 海乃山 | 0    | 1    | 柏戸     | 1    | 0    | 和晃   | 1    | 0    | 北瀬海 | 0    | 1    |
| 北の花 | 1    | 0    | 北の富士 | 0    | 1    | 清國   | 0    | 1    | 黒姫山 | 0    | 4    |
| 高鉄山 | 4    | 2    | 琴櫻     | 0    | 1    | 金剛   | 2    | 1    | 白田山 | 1    | 0    |
| 錦洋   | 1    | 2    | 大麒麟   | 0    | 1    | 大受   | 0    | 1    | 大雪   | 1    | 2    |
| 大鵬   | 1    | 0    | 大雄     | 2    | 2    | 大竜川 | 3    | 2    | 貴ノ花 | 1    | 1    |
| 高見山 | 1    | 3    | 玉の海   | 0    | 1    | 照櫻   | 0    | 1    | 時葉山 | 1    | 5    |
| 羽黒岩 | 2    | 4    | 花光     | 0    | 1    | 福の花 | 1    | 7    | 富士錦 | 0    | 1    |
| 藤ノ川 | 0    | 2    | 二子岳   | 2    | 4    | 双津竜 | 1    | 0    | 前の山 | 0    | 2    |
| 増位山 | 0    | 1    | 三重ノ海 | 1    | 0    | 禊鳳   | 1    | 1    | 明武谷 | 2    | 1    |
| 陸奥嵐 | 1    | 4    | 豊山     | 1    | 0    | 吉王山 | 1    | 1    | 義ノ花 | 5    | 3    |
| 琉王   | 1    | 2    | 龍虎     | 1    | 3    | 若獅子 | 0    | 1    | 若天龍 | 1    | 0    |
| 若浪   | 4    | 2    | 若三杉   | 0    | 1    | 若二瀬 | 0    | 3    | 若見山 | 2    | 0    |
| 輪島   | 2    | 0    | 鷲羽山   | 0    | 1    |        |      |      |        |      |      |

## 改名歴
- 小暮 晴男（こぐれ はるお）1961年7月場所-1963年5月場所
- 栃ノ富士 晴男（とちのふじ -）1963年7月場所-1966年1月場所
- 小暮 晴男（こぐれ -）1966年3月場所-同年9月場所
- 栃ノ富士 晴男（とちのふじ -）1966年11月場所-1967年1月場所
- 栃富士 勝健（とちふじ かつたけ）1967年3月場所-1974年9月場所（引退）

## 年寄変遷
- 山分（やまわけ）1974年9月-2003年4月（死去）